# Formule 1 in 1972
Het Formule 1-seizoen 1972 was het 23ste FIA Formula One World Championship seizoen. Het begon op 23 januari en eindigde op 8 oktober na twaalf races.
Emerson Fittipaldi werd de jongste wereldkampioen ooit tot dan toe.
BRM pakte haar laatste overwinning in de Grand Prix van Monaco.

## Kalender
| GP nr. | Ronde | Grand Prix                 | Circuit                                                                     | Plaats                     | Datum        |
| ------ | ----- | -------------------------- | --------------------------------------------------------------------------- | -------------------------- | ------------ |
| 209    | 1     | GP van Argentinië          | Autódromo Municipal del Parque Almirante Brown de la Ciudad de Buenos Aires | Buenos Aires               | 23 januari   |
| 210    | 2     | GP van Zuid-Afrika         | Kyalami Grand Prix Circuit                                                  | Midrand                    | 4 maart      |
| 211    | 3     | GP van Spanje              | Circuito Permanente del Jarama                                              | San Sebastián de los Reyes | 1 mei        |
| 212    | 4     | GP van Monaco              | Circuit de Monaco                                                           | Monte Carlo                | 14 mei       |
| 213    | 5     | GP van België              | Circuit Nijvel                                                              | Baulers                    | 4 juni       |
| 214    | 6     | GP van Frankrijk           | Circuit de Charade                                                          | Clermont-Ferrand           | 2 juli       |
| 215    | 7     | GP van Groot-Brittannië    | Brands Hatch                                                                | West Kingsdown             | 15 juli      |
| 216    | 8     | GP van Duitsland           | Nürburgring Nordschleife                                                    | Nürburg                    | 30 juli      |
| 217    | 9     | GP van Oostenrijk          | Österreichring                                                              | Spielberg                  | 13 augustus  |
| 218    | 10    | GP van Italië              | Autodromo Nazionale Monza                                                   | Monza                      | 10 september |
| 219    | 11    | GP van Canada              | Mosport Park                                                                | Bowmanville (Ontario)      | 24 september |
| 220    | 12    | GP van de Verenigde Staten | Watkins Glen International                                                  | Watkins Glen (New York)    | 8 oktober    |

### Afgelast
- De Grand Prix van de Verenigde Staten West werd in februari afgelast omdat er niet aan de pertinente eis was van de FIA was voldaan eerst een test race te houden op het circuit in Ontario, er was ook een gebrek aan sponsors.
- De Grand Prix van Nederland werd afgelast omdat de werkzaamheden om de veiligheid te garanderen niet op tijd konden worden afgerond door een gebrek aan financiën.[1]
- De Grand Prix van Mexico werd in juli afgelast door de organisatie omdat er minder interesse voor de race was van het Mexicaanse publiek nadat de Mexicaan Pedro Rodríguez op 11 juli 1971 door een race ongeluk was overleden.[2]

| Ronde | Grand Prix                      | Circuit                   | Plaats               | Originele datum |
| ----- | ------------------------------- | ------------------------- | -------------------- | --------------- |
| 3     | GP van de Verenigde Staten West | Ontario Motor Speedway    | Ontario (Californië) | 9 april         |
| 7     | GP van Nederland                | Circuit Park Zandvoort    | Zandvoort            | 18 juni         |
| 15    | GP van Mexico                   | Magdalena Mixhuca Circuit | Mexico-Stad          | 22 oktober      |

## Resultaten en klassement

### Grands Prix
| Ronde | Grand Prix                 | Poleposition       | Snelste ronde        | Winnende coureur     | Winnende constructeur | Banden | Verslag |
| ----- | -------------------------- | ------------------ | -------------------- | -------------------- | --------------------- | ------ | ------- |
| 1     | GP van Argentinië          | Carlos Reutemann   | Jackie Stewart       | Jackie Stewart       | Tyrrell-Ford          | G      | Verslag |
| 2     | GP van Zuid-Afrika         | Jackie Stewart     | Mike Hailwood        | Denny Hulme          | McLaren-Ford          | G      | Verslag |
| 3     | GP van Spanje              | Jacky Ickx         | Jacky Ickx           | Emerson Fittipaldi   | Lotus-Ford            | F      | Verslag |
| 4     | GP van Monaco              | Emerson Fittipaldi | Jean-Pierre Beltoise | Jean-Pierre Beltoise | BRM                   | F      | Verslag |
| 5     | GP van België              | Emerson Fittipaldi | Chris Amon           | Emerson Fittipaldi   | Lotus-Ford            | F      | Verslag |
| 6     | GP van Frankrijk           | Chris Amon         | Chris Amon           | Jackie Stewart       | Tyrrell-Ford          | G      | Verslag |
| 7     | GP van Groot-Brittannië    | Jacky Ickx         | Jackie Stewart       | Emerson Fittipaldi   | Lotus-Ford            | F      | Verslag |
| 8     | GP van Duitsland           | Jacky Ickx         | Jacky Ickx           | Jacky Ickx           | Ferrari               | F      | Verslag |
| 9     | GP van Oostenrijk          | Emerson Fittipaldi | Denny Hulme          | Emerson Fittipaldi   | Lotus-Ford            | F      | Verslag |
| 10    | GP van Italië              | Jacky Ickx         | Jacky Ickx           | Emerson Fittipaldi   | Lotus-Ford            | F      | Verslag |
| 11    | GP van Canada              | Peter Revson       | Jackie Stewart       | Jackie Stewart       | Tyrrell-Ford          | G      | Verslag |
| 12    | GP van de Verenigde Staten | Jackie Stewart     | Jackie Stewart       | Jackie Stewart       | Tyrrell-Ford          | G      | Verslag |

### Puntentelling
Punten worden toegekend aan de top zes geklasseerde coureurs. 
| Positie | 01e0 | 02e0 | 03e0 | 04e0 | 05e0 | 06e0 |
| Punten  | 9    | 6    | 4    | 3    | 2    | 1    |

### Klassement bij de coureurs
De vijf beste resultaten van de eerste zes wedstrijden en de vijf beste resultaten van de zes laatste wedstrijden tellen mee voor de eindstand.
| Pos. | Coureur               | ARG | ZAF  | SPA  | MON | BEL | FRA  | GBR  | DUI  | OOS | ITA    | CAN | VST  | Punten |
| ---- | --------------------- | --- | ---- | ---- | --- | --- | ---- | ---- | ---- | --- | ------ | --- | ---- | ------ |
| 1    | Emerson Fittipaldi    | DNF | 2    | 1    | 3P  | 1P  | 2    | 1    | DNF  | 1P  | 1      | 11  | DNF  | 61     |
| 2    | Jackie Stewart        | 1S  | DNFP | DNF  | 4   |     | 1    | 2S   | 11   | 7   | DNF    | 1S  | 1PS0 | 45     |
| 3    | Denny Hulme           | 2   | 1    | DNF  | 15  | 3   | 7    | 5    | DNF  | 2S  | 3      | 3   | 3    | 39     |
| 4    | Jacky Ickx            | 3   | 8    | 2PS0 | 2   | DNF | 11   | DNFP | 1PS0 | DNF | DNFPS0 | 12  | 5    | 27     |
| 5    | Peter Revson          | DNF | 3    | 5    |     | 7   |      | 3    |      | 3   | 4      | 2P  | 18   | 23     |
| 6    | François Cevert       | DNF | 9    | DNF  | NC  | 2   | 4    | DNF  | 10   | 9   | DNF    | DNF | 2    | 15     |
| 7    | Clay Regazzoni        | 4   | 12   | 3    | DNF | DNF |      |      | 2    | DNF | DNF    | 5   | 8    | 15     |
| 8    | Mike Hailwood         |     | DNFS | DNF  | DNF | 4   | 6    | DNF  | DNF  | 4   | 2      |     | 17   | 13     |
| 9    | Ronnie Peterson       | 6   | 5    | DNF  | 11  | 9   | 5    | 7    | 3    | 12  | 9      | DSQ | 4    | 12     |
| 10   | Chris Amon            | DNS | 15   | DNF  | 6   | 6S  | 3PS0 | 4    | 15   | 5   | DNF    | 6   | 15   | 12     |
| 11   | Jean-Pierre Beltoise  |     | DNF  | DNF  | 1S  | DNF | 15   | 11   | 9    | 8   | 8      | DNF | DNF  | 9      |
| 12   | Mario Andretti        | DNF | 4    | DNF  |     |     |      |      |      |     | 7      |     | 6    | 4      |
| 13   | Howden Ganley         | 9   | NC   | DNF  | DNF | 8   |      |      | 4    | 6   | 11     | 10  | DNF  | 4      |
| 14   | Brian Redman          |     |      |      | 5   |     | 9    |      | 5    |     |        |     | DNF  | 4      |
| 15   | Graham Hill           | DNF | 6    | 10   | 12  | DNF | 10   | DNF  | 6    | DNF | 5      | 8   | 11   | 4      |
| 16   | Carlos Reutemann      | 7P  | DNF  |      |     | 13  | 12   | 8    | DNF  | DNF | DNF    | 4   | DNF  | 3      |
| 17   | Andrea de Adamich     | DNF | NC   | 4    | 7   | DNF | 14   | DNF  | 13   | 14  | DNF    | DNF | DNF  | 3      |
| 18   | Carlos Pace           |     | 17   | 6    | 17  | 5   | DNF  | DNF  | NC   | NC  | DNF    | 9   | DNF  | 3      |
| 19   | Tim Schenken          | 5   | DNF  | 8    | DNF | DNF | 17   | DNF  | 14   | 11  | DNF    | 7   | DNF  | 2      |
| 20   | Arturo Merzario       |     |      |      |     |     |      | 6    | 12   |     |        |     |      | 1      |
| 21   | Peter Gethin          | DNF | NC   | DNF  | DNF | DNF |      | DNF  |      | 13  | 6      | DNF | DNF  | 1      |
| 22   | Wilson Fittipaldi Jr. |     |      | 7    | 9   | DNF | 8    | 12   | 7    | DNF | DNF    | DNF | DNF  | 0      |
| 23   | Niki Lauda            | 11  | 7    | DNF  | 16  | 12  | DNF  | 9    | DNF  | 10  | 13     | DSQ | NC   | 0      |
| 24   | Patrick Depailler     |     |      |      |     |     | NC   |      |      |     |        |     | 7    | 0      |
| 25   | Helmut Marko          | 10  | 14   |      | 8   | 10  | DNF  |      |      |     |        |     |      | 0      |
| 26   | Mike Beuttler         |     |      | DNQ  | 13  | DNF | 19   | 13   | 8    | DNF | 10     | NC  | 13   | 0      |
| 27   | Henri Pescarolo       | 8   | 11   | 11   | DNF | NC  |      | DNF  | DNF  |     | DNQ    | 13  | 14   | 0      |
| 28   | David Walker          | DSQ | 10   | 9    | 14  | 14  | 18   | DNF  | DNF  | DNF |        |     | DNF  | 0      |
| 29   | Jody Scheckter        |     |      |      |     |     |      |      |      |     |        |     | 9    | 0      |
| 30   | Rolf Stommelen        |     | 13   | DNF  | 10  | 11  | 16   | 10   | DNF  | DNF |        |     |      | 0      |
| 31   | Reine Wisell          | DNF |      | DNF  | DNF |     | DNF  |      | DNF  |     | 12     | DNF | 10   | 0      |
| 32   | Sam Posey             |     |      |      |     |     |      |      |      |     |        |     | 12   | 0      |
| 33   | Nanni Galli           |     |      |      |     | DNF | 13   | DNF  |      | DNF | DNF    |     |      | 0      |
| 34   | Skip Barber           |     |      |      |     |     |      |      |      |     |        | NC  | 16   | 0      |
| 35   | John Love             |     | 16   |      |     |     |      |      |      |     |        |     |      | 0      |
| —    | Dave Charlton         |     | DNF  |      |     |     | DNQ  | DNF  | DNF  |     |        |     |      | 0      |
| —    | Derek Bell            |     |      |      |     |     |      |      | DNF  |     | DNQ    |     | DNF  | 0      |
| —    | Alex Soler-Roig       | DNF |      | DNF  |     |     |      |      |      |     |        |     |      | 0      |
| —    | Jackie Oliver         |     |      |      |     |     |      | DNF  |      |     |        |     |      | 0      |
| —    | François Migault      |     |      |      |     |     |      |      |      | DNF |        |     |      | 0      |
| —    | John Surtees          |     |      |      |     |     |      |      |      |     | DNF    |     |      | 0      |
| —    | Bill Brack            |     |      |      |     |     |      |      |      |     |        | DNF |      | 0      |
| Pos. | Coureur               | ARG | ZAF  | SPA  | MON | BEL | FRA  | GBR  | DUI  | OOS | ITA    | CAN | VST  | Punten |

| Resultaat                       |
| ------------------------------- |
| Winnaar                         |
| Tweede plaats                   |
| Derde plaats                    |
| Gefinisht (punten behaald)      |
| Gefinisht (geen punten behaald) |
| Niet geklasseerd (NC)           |
| Uitgevallen (DNF)               |
| Niet gekwalificeerd (DNQ)       |
| Gediskwalificeerd (DSQ)         |
| Niet gestart (DNS)              |
| Gewond (INJ)                    |
| Uitgesloten (EX)                |
| Teruggetrokken (WD)             |
| Niet deelgenomen (blanco cel)   |
| P Pole position                 |
| S Snelste ronde                 |

### Klassement bij de constructeurs
Alleen het beste resultaat per race telt mee voor het kampioenschap.

De vijf beste resultaten van de eerste zes wedstrijden en de vijf beste resultaten van de zes laatste wedstrijden tellen mee voor de eindstand. Bij "Punten" staan getelde kampioenschapspunten gevolgd door de totaal behaalde punten tussen haakjes.
| Pos. | Constructeur  | ARG | ZAF | SPA | MON | BEL | FRA | GBR | DUI | OOS | ITA | CAN | VST | Punten  |
| ---- | ------------- | --- | --- | --- | --- | --- | --- | --- | --- | --- | --- | --- | --- | ------- |
| 1    | Lotus-Ford    | DNF | 2   | 1   | 3P  | 1P  | 2   | 1   | DNF | 1P  | 1   | 11  | 10  | 61      |
| 2    | Tyrrell-Ford  | 1S  | 9P  | DNF | 4   | 2   | 1   | 2S  | 10  | 7   | DNF | 1S  | 1PS | 51      |
| 3    | McLaren-Ford  | 2   | 1   | 5   | 5   | 3   | 7   | 3   | (5) | 2S  | 3   | 2P  | 3   | 47 (49) |
| 4    | Ferrari       | 3   | 4   | 2PS | 2   | DNF | 11  | 6P  | 1PS | DNF | 7PS | 5   | 5   | 33      |
| 5    | Surtees-Ford  | 5   | 16S | 4   | 7   | 4   | 6   | DNF | 13  | 4   | 2   | 7   | 12  | 18      |
| 6    | March-Ford    | 6   | 5   | 6   | 10  | 5   | 5   | 7   | 3   | 10  | 9   | 9   | 4   | 15      |
| 7    | BRM           | 9   | 14  | DNF | 1S  | 8   | 15  | 11  | 4   | 6   | 6   | 10  | DNF | 14      |
| 8    | Matra         | DNF | 15  | DNF | 6   | 6S  | 3PS | 4   | 15  | 5   | DNF | 6   | 15  | 12      |
| 9    | Brabham-Ford  | 8P  | 6   | 7   | 9   | 13  | 8   | 8   | 6   | DNF | 5   | 4   | 11  | 7       |
| —    | Tecno         |     |     |     |     | DNF |     | DNF | DNF | DNF | DNF |     | DNF | 0       |
| —    | Politoys-Ford |     |     |     |     |     |     | DNF |     |     |     |     |     | 0       |
| —    | Connew-Ford   |     |     |     |     |     |     |     |     | DNF |     |     |     | 0       |
| Pos. | Constructeur  | ARG | ZAF | SPA | MON | BEL | FRA | GBR | DUI | OOS | ITA | CAN | VST | Punten  |

| Resultaat                       |
| ------------------------------- |
| Winnaar                         |
| Tweede plaats                   |
| Derde plaats                    |
| Gefinisht (punten behaald)      |
| Gefinisht (geen punten behaald) |
| Niet geklasseerd (NC)           |
| Uitgevallen (DNF)               |
| Niet gekwalificeerd (DNQ)       |
| Gediskwalificeerd (DSQ)         |
| Niet gestart (DNS)              |
| Gewond (INJ)                    |
| Uitgesloten (EX)                |
| Teruggetrokken (WD)             |
| Niet deelgenomen (blanco cel)   |
| P Pole position                 |
| S Snelste ronde                 |

1950 · 1951 · 1952 · 1953 · 1954 · 1955 · 1956 · 1957 · 1958 · 1959 · 1960 · 1961 · 1962 · 1963 · 1964 · 1965 · 1966 · 1967 · 1968 · 1969 · 1970 · 1971 · 1972 · 1973 · 1974 · 1975 · 1976 · 1977 · 1978 · 1979 · 1980 · 1981 · 1982 · 1983 · 1984 · 1985 · 1986 · 1987 · 1988 · 1989 · 1990 · 1991 · 1992 · 1993 · 1994 · 1995 · 1996 · 1997 · 1998 · 1999 · 2000 · 2001 · 2002 · 2003 · 2004 · 2005 · 2006 · 2007 · 2008 · 2009 · 2010 · 2011 · 2012 · 2013 · 2014 · 2015 · 2016 · 2017 · 2018 · 2019 · 2020 · 2021 · 2022 · 2023 · 2024 · 2025 · 2026 
 Lijst van Formule 1 Grand Prix-wedstrijden